# Арпені
Арпені (вірм. Արփենի) — село в марзі Ширак, Вірменія. Станом на 2014 рік, населення села становило 399 осіб.

## Демографія
| Рік  | Постійне населення |
| ---- | ------------------ |
| 2001 | 373                |
| 2008 | 391                |
| 2009 | 397                |
| 2010 | 397                |
| 2011 | 397                |
| 2012 | 402                |
| 2014 | 399                |